# Паськовка (Полтавская область)
Паськовка (укр. Паськівка) — село,
Пащенковский сельский совет,
Решетиловский район,
Полтавская область,
Украина.
Код КОАТУУ — 5324283105. Население по переписи 2001 года составляло 18 человек.

## Географическое положение
Село Паськовка находится на расстоянии в 1,5 км от сёл Николаевка и Яценки.
По селу протекает пересыхающий ручей с запрудой.